# Куяново (Краснокамський район)
Куя́ново (рос. Куяново, башк. Ҡуян) — село у складі Краснокамського району Башкортостану, Росія. Адміністративний центр Куяновської сільської ради.
Населення — 3664 особи (2010; 3888 у 2002).
Національний склад:
- татари — 32 %
- башкири — 30 %